# Thorpe Arnold
Thorpe Arnold är en by i civil parish Waltham on the Wolds and Thorpe Arnold, i distriktet Melton, i grevskapet Leicestershire i England. Byn är belägen 2 km från Melton Mowbray. Thorpe Arnold var en civil parish fram till 1936 när blev den en del av Waltham. Civil parish hade 128 invånare år 1931. Byn nämndes i Domedagsboken (Domesday Book) år 1086, och kallades då Torp.